# جورج هاريس (طبيب أسنان)
جورج هاريس (بالإنجليزية: George Harris)‏ هو طبيب أسنان أسترالي، ولد في 1922 في St Kilda, Victoria ‏ في أستراليا، وتوفي في 26 نوفمبر 2007.